# Georg Hacker (Pilot)
Georg Hacker (* 18. Januar 1870 in Münchberg; † 19. Juni 1947 in Potsdam) war der erste Kapitän eines von Ferdinand Graf von Zeppelin gebauten Luftschiffes.

## Leben
Georg Hacker wurde am 18. Januar 1870 zusammen mit seinen Drillings-Schwestern Babette und Alwine im oberfränkischen Münchberg als Sohn eines Stationskommandanten der bayerischen Gendarmerie geboren. Als Heranwachsender wollte er die Welt kennenlernen und strebte den Beruf eines Missionars oder eines Kapitäns an, musste aber seine berufliche Laufbahn als Pikkolo im „Gasthaus zum weißen Lamm“ beginnen. Nachdem ein Amerikaner den jungen Hacker aufgrund seiner künstlerischen Begabung nach Chicago mitnehmen und dort unterrichten wollte, wandte sich sein Vater an Otto von Bismarck, um dieses Vorhaben zu unterbinden. Mit Hilfe Bismarcks konnte er Georg, mittlerweile 15-jährig, als Schiffsjungen bei der deutschen Marine unterbringen, bei der er bis zum Steuermannsposten auf dem Vermessungsdampfer National aufstieg. Im Alter von 32 Jahren zog er schließlich mit seiner frisch angetrauten Frau nach Wilhelmshaven, um dort als Assistent von Karl Börgen am meteorologischen Institut tätig zu sein. Als Hacker am 18. August 1907 vom Bestreben des Grafen Zeppelin erfuhr, ein lenkbares Starrluftschiff zu konstruieren, stellte er sich am 7. September 1907 vor und wurde zum Obervermessungssteuermann ernannt.
Er steuerte bis zum Ersten Weltkrieg das Luftschiff LZ 5/Z II (siehe auch Liste aller Zeppeline) und übernahm dann das Kommando über die zivil genutzten „Zeppeline“. Im Sommer 1920 übernahm er schließlich die Führung des Potsdamer Luftschiffhafens, bis er einige Jahre später in den Ruhestand trat. Hacker verstarb 1947 in Potsdam.

## Fahrten mit LZ 5/ZII

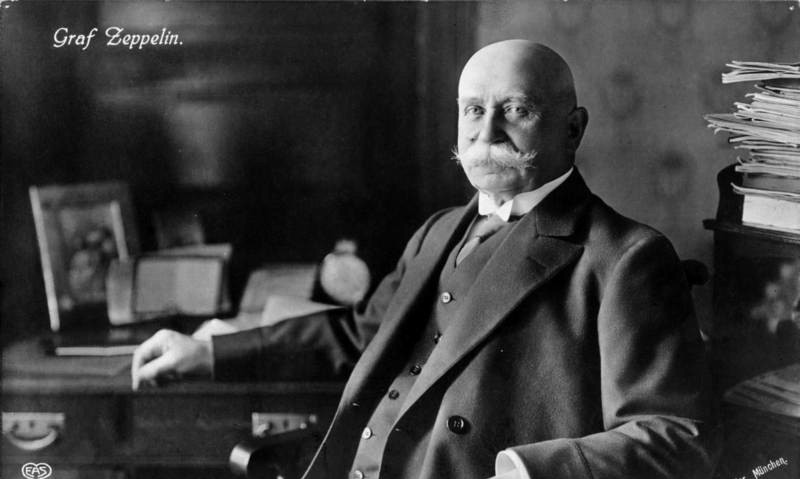
Ferdinand Graf von Zeppelin an seinem Schreibtisch (um 1900)

LZ 5 maß 136 Meter in der Länge und 13 Meter im Durchmesser. Es fasste 15 000 Kubikmeter Wasserstoff und schaffte mit Hilfe von zwei 105 PS-starken Daimler-Motoren eine Höchstgeschwindigkeit von 48,6 km/h.
Seine Erstfahrt absolvierte es am 26. Mai 1909 mit Hacker als Steuermann. Nach drei Monaten im zivilen Luftverkehr wurde es am 9. August 1909 an das deutsche Heer übergeben und in Z II umbenannt. Auf der ersten Fahrt des Luftschiffes nach Berlin überquerte es auch die Stadt Münchberg und der gebürtige Münchberger Hacker drehte unter Beifallsstürmen einige Runden über der Stadt. Verantwortlich für dieses denkwürdige Ereignis waren die Münchberger Schulkinder, die Graf Zeppelin in einem öffentlichen Brief darum baten, auch ihre Stadt zu überfahren. An Bord befanden sich bei dieser Fahrt der Erbauer Ferdinand Graf von Zeppelin, zwei Ingenieure, zwei Kapitäne und drei Monteure. In der kleinen Ortschaft Reinersreuth im damaligen Landkreis Münchberg, stellte der Dorfschulmeister Dittmar einen Gedenkstein auf und pflanzte eine Zeppelin-Eiche, die noch heute im Dorfkern zu besichtigen ist. Erinnerungen an diese Fahrt fasste er 16. November 1909 in einem Buch zusammen, das 1936 unter dem Titel Die Männer von Manzell erschienen ist.

### Die Strandung in Göppingen 1909
Am 29. Mai 1909 unternahm LZ 5 mit Graf Zeppelin, den Ingenieuren Ludwig Dürr und Stahl, den Kapitänen Hacker und Lau und drei Monteuren eine Fahrt ohne bestimmtes Ziel. Nach einer ruhigen Reise wendete das Luftschiff über Bitterfeld, nachdem Gerüchte über eine geplante Visite bei Kaiser Wilhelm aufgekommen waren, und nahm wieder Kurs in Richtung Ludwigshafen.
Am 31. Mai setzte das Luftschiff zur Landung in Göppingen an, wobei es einen allein stehenden Birnbaum rammte und stecken blieb. Um die Fahrt mit eigener Kraft beenden zu können, band man die zerstörte Spitze provisorisch zusammen und verstärkte die Konstruktion mit Hopfenstangen, füllte den Körper mit Gas und setzte die Reise fort.

### Der Absturz am Webersberg 1910

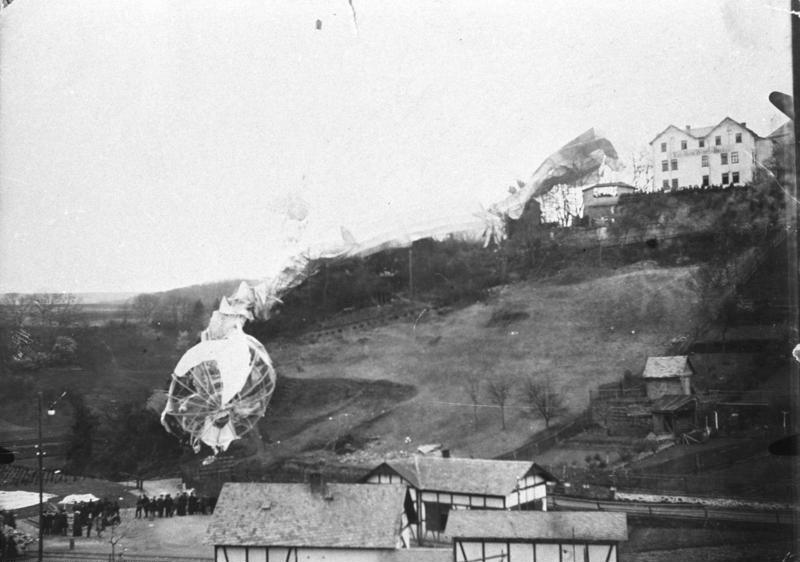
LZ 5 nach dem Absturz bei Weilburg

Als am 22. April 1910 eine von Kaiser Wilhelm II. befohlene Parade in Bad Homburg vor der Höhe stattfand, wurden auch drei Luftschiffe, darunter LZ 5, ausgestellt. Während das erste zum Abtransport demontiert wurde, fuhren die beiden anderen aus eigener Kraft wieder zurück zu ihren Startpunkten. Am 24. startete der Z II, nachdem der Start mehrmals wegen schlechter Wetterbedingungen verschoben worden war, unter dem Kommando von Hauptmann von Jena mit seiner 28 Mann starken Stammbesatzung gegen 08:00 Uhr zum Rückflug. Doch 
an diesem Tag zogen schwere Gewitterwolken auf und zwangen das Luftschiff zu einer Zwischenlandung nahe Limburg, um Gas nachzufüllen. In der Hoffnung, die Reise am nächsten Tag fortsetzen zu können, band man das Luftschiff mit Stahlseilen an einem eingegrabenen Leiterwagen fest. Nachdem sich das Wetter zeitweilig gebessert hatte, nahm die Windstärke am 25. April so stark zu, dass etwa 100 Soldaten des in Diez stationierten Infanterie-Regiments 160 zur Sicherung des Zeppelins mit Stahlseilen eingesetzt wurden. Als gegen 13:00 Uhr eine heftige Böe den Zeppelinkörper erfasste und die angebrachten Halteseile rissen, konnten auch die Soldaten ein Abdriften nicht mehr verhindern und das führerlose Luftschiff flog davon.
Als Wind aus Richtung Gräveneck/Kirschhofen den Zeppelin über die Stadt Weilburg trieb, wurde seine Spitze von aufkommenden Böen so weit hinunter gedrückt, dass sie in die Lahn eintauchte. Nachdem ein erneuter Windstoß den Korpus erfasst hatte, wurde das Luftschiff mit der Breitseite gegen den Webersberg geworfen und blieb dicht unterhalb des Kurhauses Webers Berg liegen. Niemand kam bei dem Unglück zu Schaden. Der flugunfähige und stark beschädigte Zeppelin wurde demontiert und verschrottet. An der Unglücksstelle wurde eine Gedenktafel angebracht.

## Ehrungen
In Hof ist der Georg-Hacker-Weg nach ihm benannt.